# Thea Maass
Thea Maass (* 14. Juli 1908; † 2. März 1989) war eine deutsche Tänzerin, Ballettmeisterin, Tanzpädagogin  und Choreografin.
Thea Maas studierte bei Mary Wigman. Nach ihrer aktiven Zeit als Tänzerin an verschiedenen deutschen Theatern übernahm sie im Jahre 1953 gemeinsam mit Aenne Goldschmidt den Aufbau der Tanzgruppe im Staatlichen Volkskunstensemble der DDR (später Tanzensemble der DDR). In  Zusammenarbeit mit Goldschmidt studierte sie jahrelang die Formen des deutschen Volkstanzes.
Ihre Folklorechoreografien gehörten inzwischen zu  den „Klassikern“ der Bühnenfolklore, wie z. B. die Pfälzer Suite „Wenn im Herbst die Trauben reifen“ oder die bayerische Suite „Wenn der Auerhahn balzt“.  Sie war Gründerin des Folkloretanzensembles der TU Dresden, die aus der jahrzehntelangen schöpferischen Zusammenarbeit mit ihr eine tiefe menschliche und künstlerische Bereicherung erfuhren. Es lebt fort in der Bewahrung ihres realistischen Interpretationsstils und der sorgsamen Pflege ihrer außergewöhnlichen Tanzgestaltung.
In Würdigung ihres Lebenswerkes gab sich das Folkloretanzensemble der TU Dresden 1990 den Namen „Thea Maass“.